# Erlebte rede
Erlebte rede (täckt anföring, svävande framställning, skrivs ibland erlebte Rede, "upplevt tal") är ett språkligt stilmedel där man i en berättelse återger en persons tankar i indirekt form. Det skrivs alltså inte explicit ut att det är någons tanke som återges, men det framgår i stället exempelvis genom att åsikter och kunskaper som en viss person hyser framkommer i texten. Ordföljden blir densamma som direkt anföring; tempus följer den övriga textens tempus. Det är en mellanform mellan relation och anföring.
Exempel:
- Kim funderade en sista gång över beslutet att lämna staden. Var det rätt att lämna allt? Ja, det var det!